# 美土路洋子
美土路 洋子（みどろ ようこ）は、日本のフィギュアスケート選手（女子シングル）。1954年、1955年全日本選手権2位。

## 経歴
1953年、全日本ジュニア選手権に出場し優勝する。
1954年、全日本選手権に出場し生田艶子に続き2位に入る。
1955年、全日本選手権で上野純子に続き2年連続で2位となる。1956年の国民体育大会では東京都代表で出場し、一般女子で優勝する。
1958年、故大橋和夫と婚姻、大橋（現姓安藤：公益財団法人日本スケート連盟公認国際審判員）美和子は長女。

## 主な戦績
| 大会/年              | 1953-54 | 1954-55 | 1955-56 |
| -------------------- | ------- | ------- | ------- |
| 全日本選手権         |         | 2       | 2       |
| 全日本ジュニア選手権 | 1       |         |         |
| 国民体育大会         |         |         | 1       |